# Château de Wœrth
Le château de Wœrth est situé à Wœrth en région Grand Est, dans le parc naturel régional des Vosges du Nord. Il abrite actuellement le Musée de la bataille du 6 août 1870.

## Histoire
Au XIIIe siècle Woerth est une possession des Wildgrave. En 1307, des ministériels, les Bolanden, construisent un château dont ils font ablation.
Dès 1308, les Wilgrave vendent le village et le château aux sires de Lichtenberg qui firent construire vers 1330, une première enceinte de fortification dont subsiste la tour du château ainsi que la tour du manoir qui protégeait l’entrée de la ville sur la rivière.
En 1335 et 1360, le château (burg) est mentionné dans les partages familiaux (Bulletin, 1879, p.215). IL est détruit durant les guerres successives, puis reconstruit en 1555 par Jacques 1er de deux-ponts-Bitche.

## Description
A la tour médiévale sont accolées deux ailes dont l'aile principale en 1554-1555. En 1925, ajout d'éléments néo-Renaissance.
L'édifice fait l'objet d'une inscription sur l'inventaire supplémentaire des monuments historiques depuis le 5 avril 2002.

## Galerie de photos

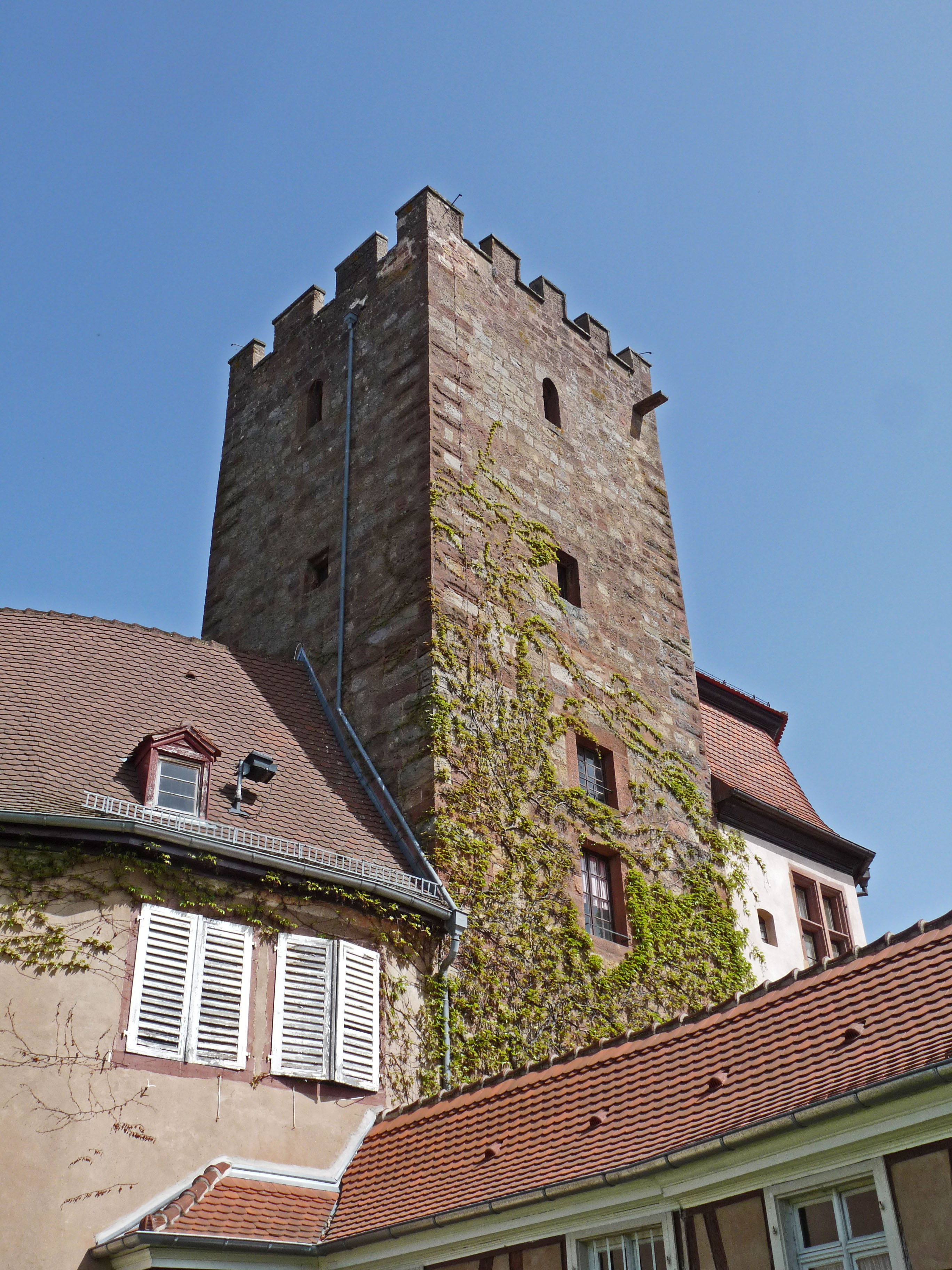
Tour carrée du château.
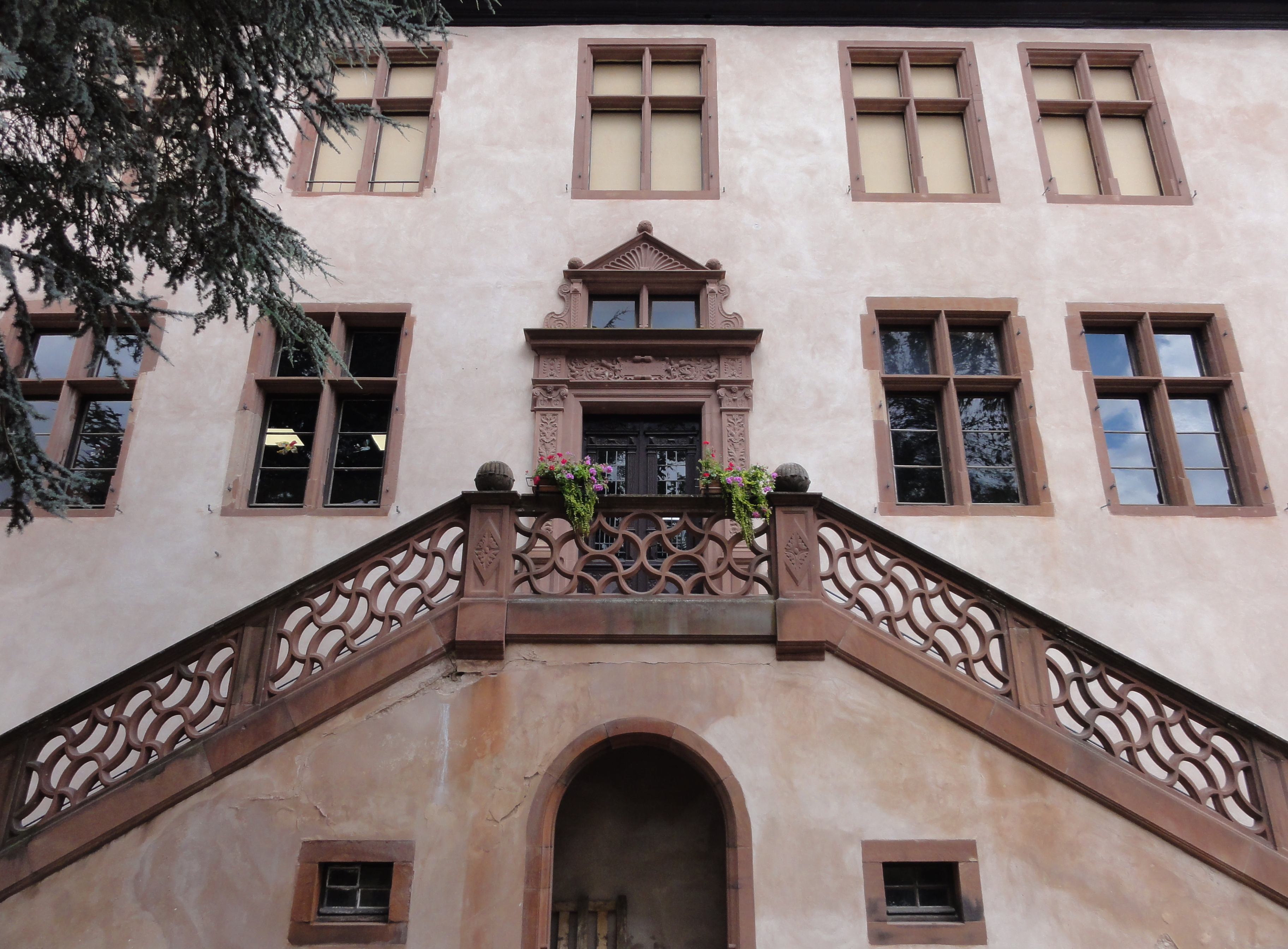
Entrée de la mairie.
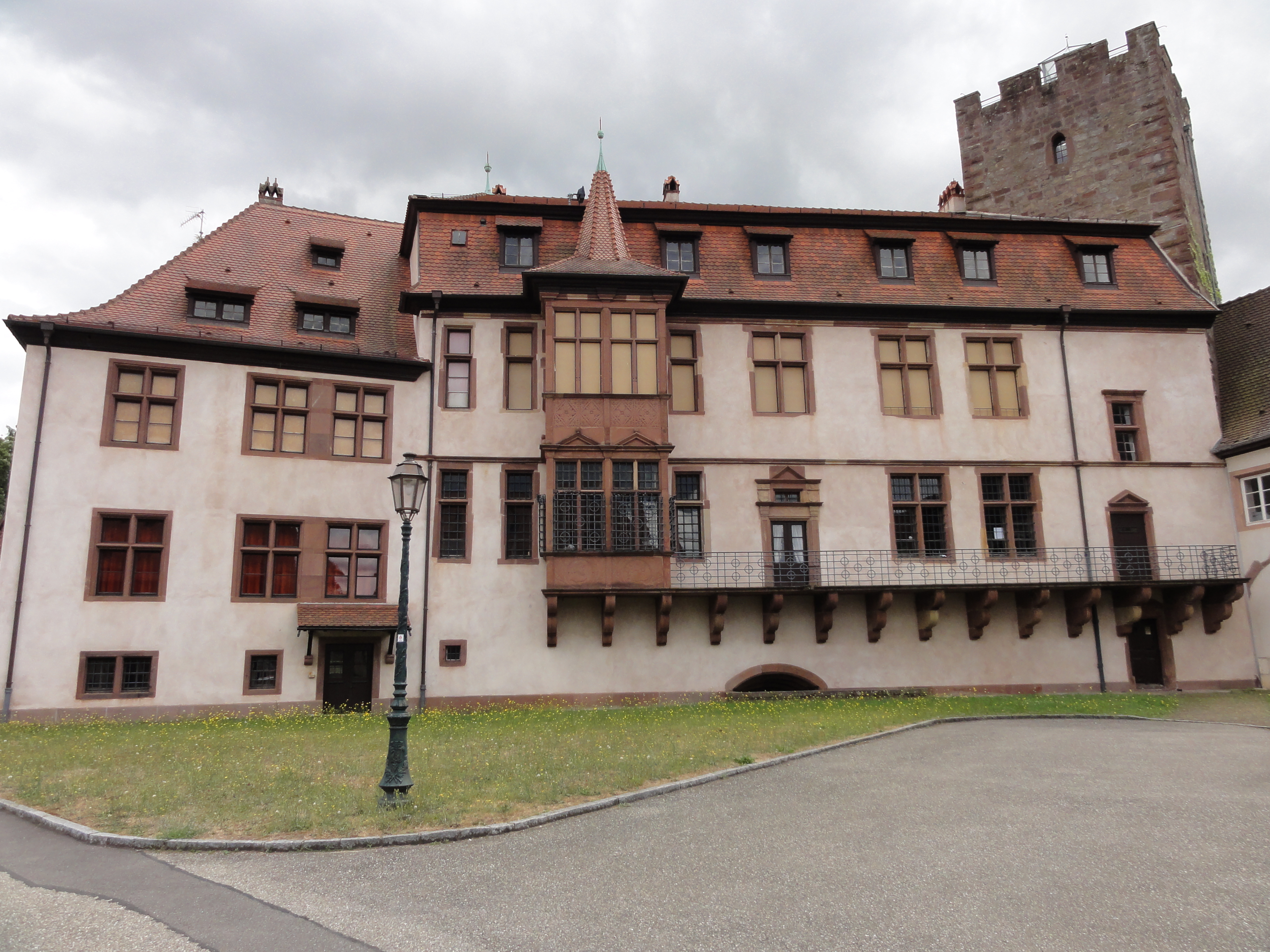
Façade arrière du château.
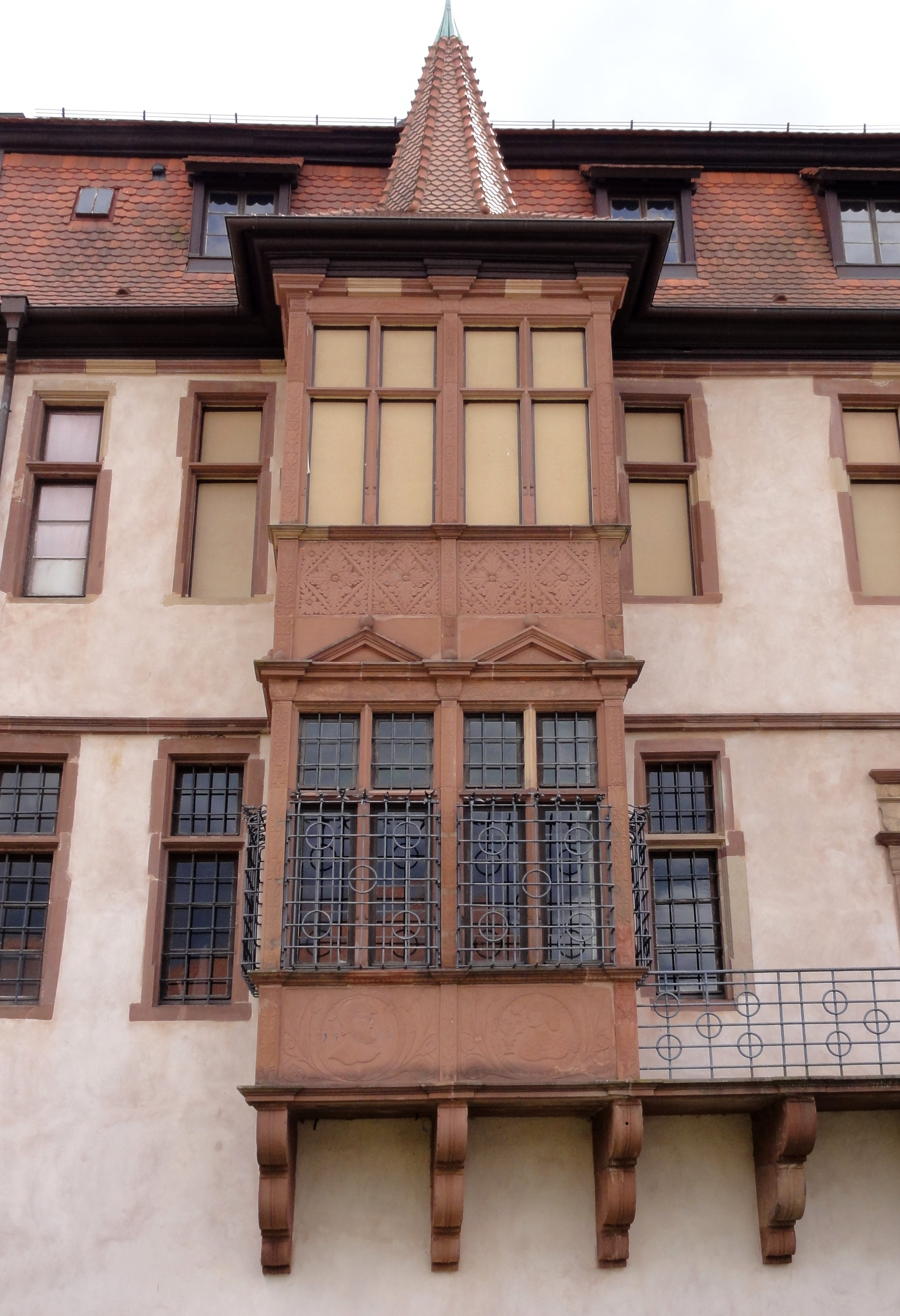
Oriel de la façade arrière.
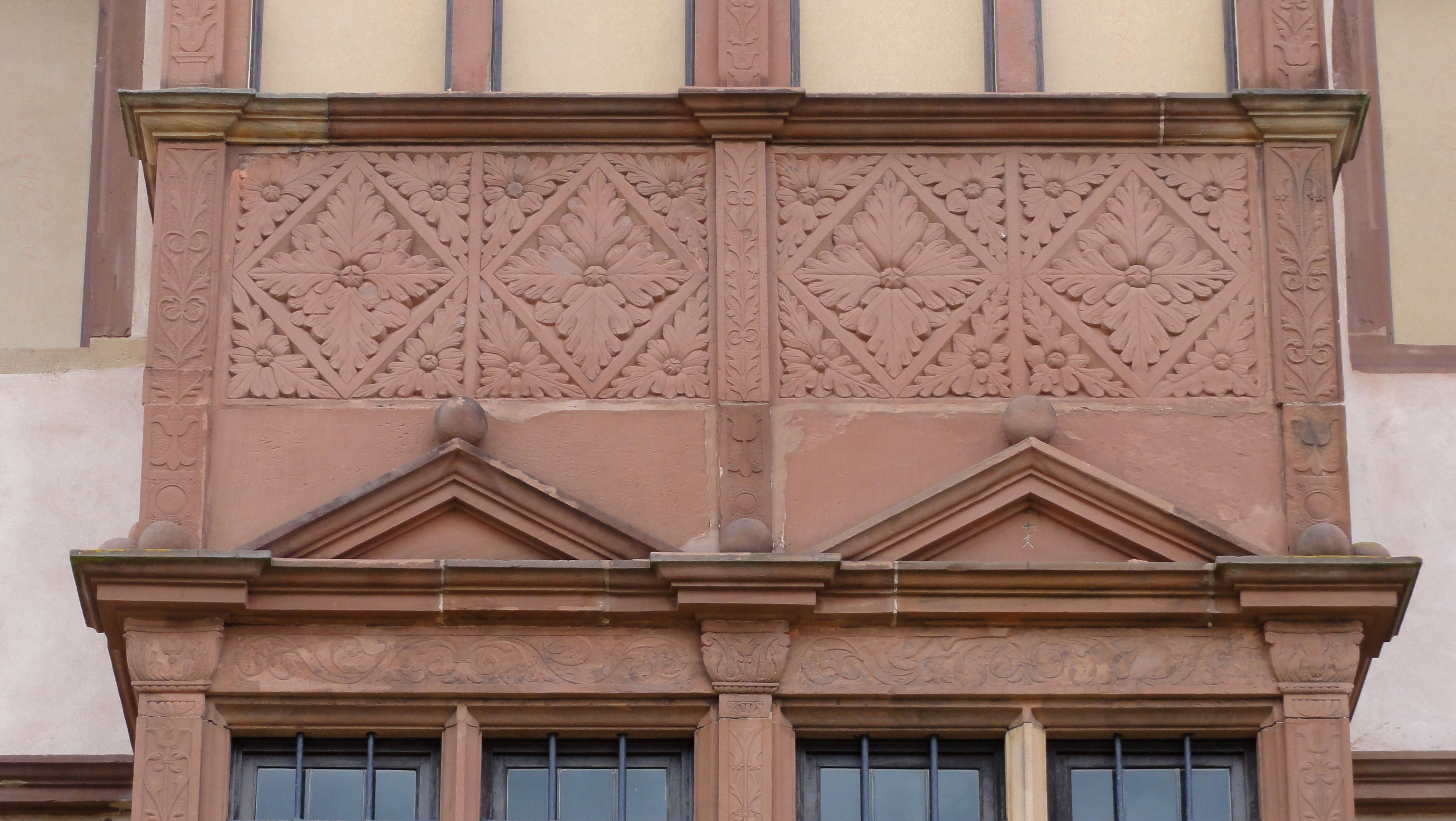
Détails des reliefs de l'oriel.
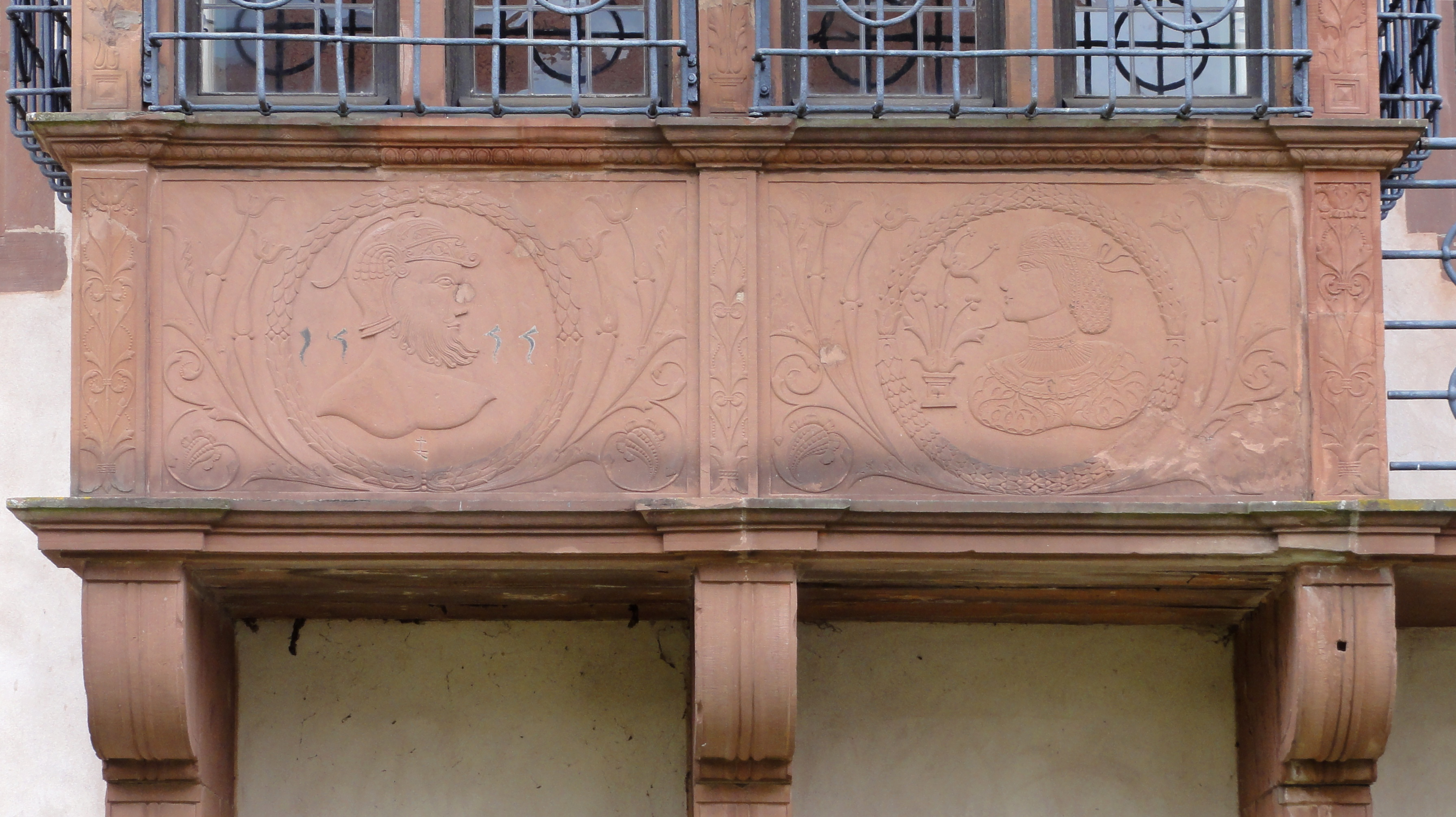
Détails des reliefs de l'oriel.
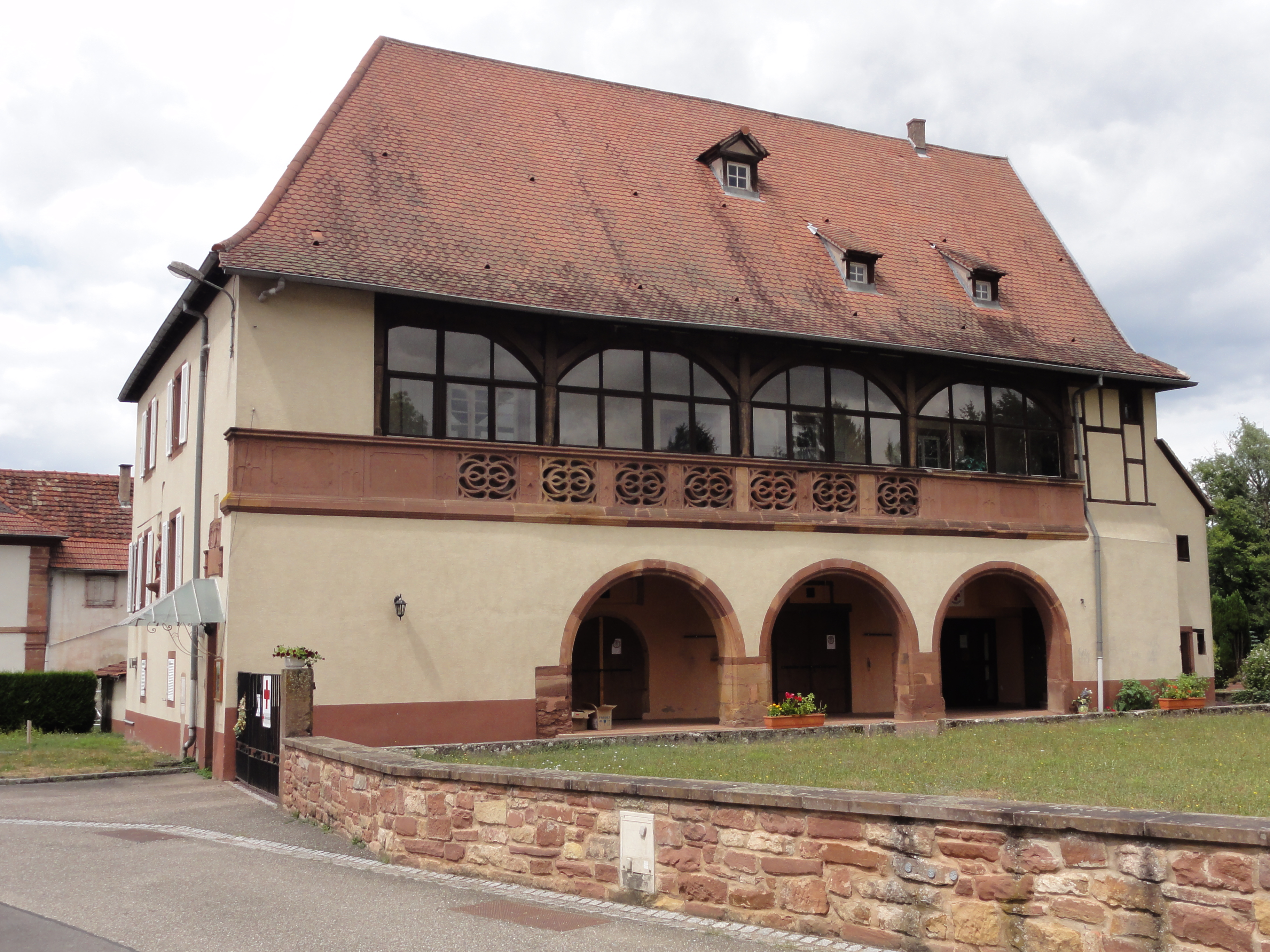
Ancien cellier du château (XVIe).
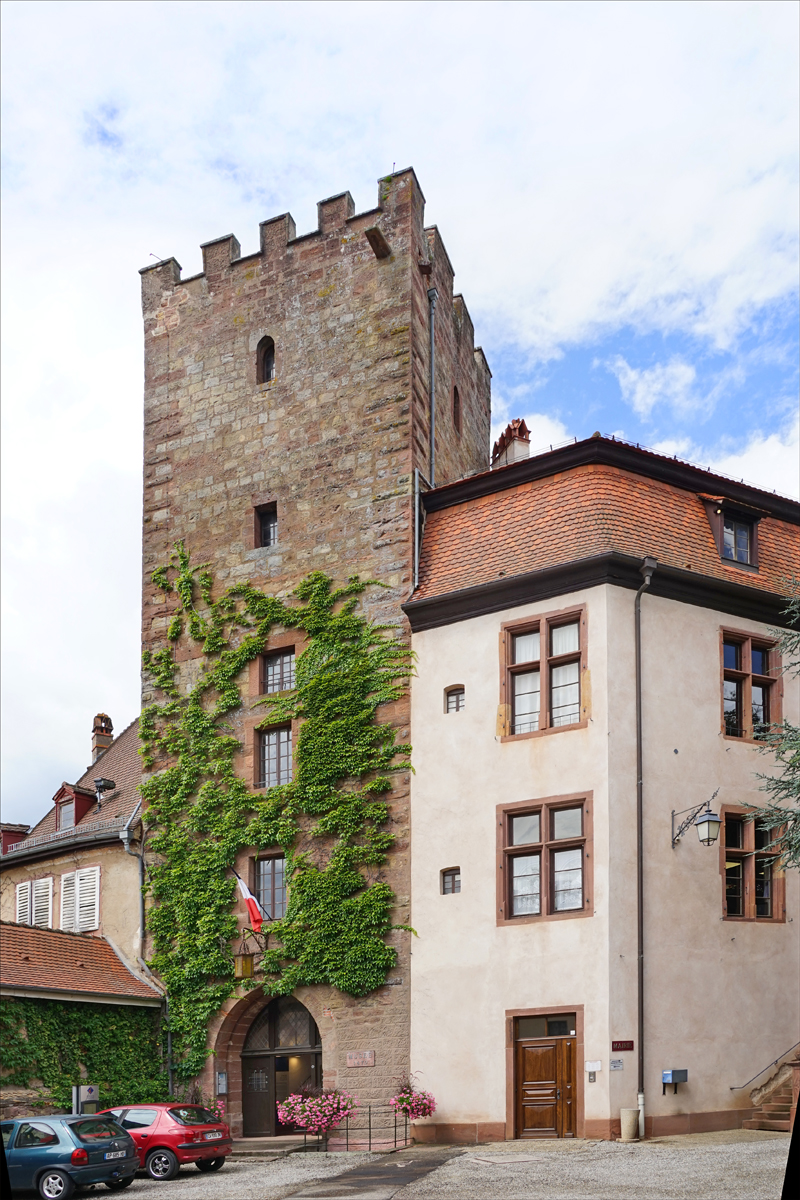
Musée de la bataille du 6 août 1870.